# 4 فتيات صغيرات
4 فتيات صغيرات (بالإنجليزية: Little Girls 4)‏ هو فيلم وثائقي تاريخي أمريكي إنتاج عام 1997 عن مقتل أربع فتيات أمريكيات من أصل أفريقي (آدي ماي كولينز، كارول دينيس ماكنير، سينثيا ويسلي، كارول روزاموند روبرتسون) في تفجير الكنيسة المعمدانية في شارع 16 في برمنغهام، ألاباما في 15 سبتمبر 1963. الفيلم من إخراج سبايك لي وتم ترشيحه لجائزة الأوسكار لأفضل فيلم وثائقي.
ألهمت الأحداث لريتشارد وميمي فارينيا عمل أغنية "برمنغهام صنداي" عام 1964، والتي تم استخدامها في التسلسل الافتتاحي للفيلم، كما غنتها جوان بايز، أخت ميمي. وقد ألهموا أيضًا جون كولتراين لعمل لحن "ألاباما" لعام 1963، والذي تم تضمينه أيضًا في الموسيقى التصويرية.

في عام 2017 تم اختيار الفيلم للحفظ في السجل الوطني للفيلم بالولايات المتحدة من قبل مكتبة الكونغرس باعتباره "مهمًا ثقافيًا أو تاريخيًا أو جماليًا".

## أحداث الفيلم
قامت مجموعة محلي من جماعة كو كلوكس كلان بوضع قنابل في الكنيسة المعمدانية في الشارع السادس عشر وتفجيرها بينما كانت مراسم يوم الأحد تستعد للبدء في صباح يوم 15 سبتمبر 1963. تسبب الانفجار ما نتج عنه إصابة ما بين 14 و 22 إصابة إضافية رعايا الكنيسة، أثارت الوفيات غضبًا وطنيًا واسعاً، وفي الصيف التالي أقر كونغرس الولايات المتحدة قانون الحقوق المدنية لعام 1964، والذي وقعه الرئيس ليندون جونسون، يعتبر التفجير في التاريخ لحظة حاسمة ومحورية في حركة الحقوق المدنية.

## روابط خارجية
- 4 Little Girls نسخة محفوظة May 22, 2020, على موقع واي باك مشين. on إتش بي أو
- 4 فتيات صغيرات  في قاعدة بيانات الأفلام على الإنترنت (بالإنجليزية)
- 4 فتيات صغيرات في روتن توميتوز.
- 4 فتيات صغيرات  على ميتاكريتيك (بالإنجليزية).
- 4 Little Girls على موقع أول موفي.